# Australorchis
Australorchis es un género que tiene asignadas cuatro especies de orquídeas. Está separado del género Dendrobium.
Son orquídeas epífitas o litófitas originarias de Australia.

## Descripción
Las especies son epífitas o litófitas, ya sea con rizomas rastreros o pseudobulbos cortos, anchos, con forma de huso, con tres hojas planas con la parte superior dentada.
La inflorescencia contieneo múltiples y pequeñas flores fragantes, de color blanco, amarillo o naranja. Los pétalos son similares pero más pequeños que los sépalos. El labio con firmeza a los pies de la columna suele tener claramente tres lóbulos, y lleva un callo con crestas prominentes.

## Distribución y hábitat
Las especies principalmente crecen sobre los árboles y las rocas a menudo en plena luz del día, en hábitats que van desde masas de roca a selvas tropicales, en zonas subtropicales y tropicales de la costa este de Australia, principalmente en Queensland y Nueva Gales del Sur.

## Etimología
El nombre de este género Australorchis proviene del térmono latíno australis (sur) y del griego orchis (orquídea), que significa literalmente "las orquídeas del sur".

## Taxonomía
Todavía hay incertidumbre sobre la situación exacta y el derecho a existir de Abaxianthus. El género se separó en 2002 de Flickingeria por Clements y Jones.
El género según lo descrito por Clements y Jones tiene actualmente cuatro especies. La especie tipo es Australorchis monophylla (F.Muell.) Brieger(1981).

## Especies
- Australorchis carrii (Rupp & C.T.White) D.L.Jones & M.A.Clem.(2002)
- Australorchis eungellensis D.L.Jones & M.A.Clem.(2002)
- Australorchis monophylla (F.Muell.) Brieger(1981)
- Australorchis schneiderae (Bailey) Brieger(1981)